# Ledenice (Czechy)
Ledenice – miasteczko i gmina w Czechach, w powiecie Czeskie Budziejowice, w kraju południowoczeskim. Według danych z dnia 1 stycznia 2014 liczyła 2 239 mieszkańców.